# أندريه كاسترو
أندريه كاسترو (بالبرتغالية: André Castro) (2 أبريل 1988 بجوندومار في البرتغال - ) هو لاعب كرة قدم برتغالي في مركز الوسط. شارك مع منتخب البرتغال تحت 17 سنة لكرة القدم ومنتخب البرتغال تحت 18 سنة لكرة القدم ومنتخب البرتغال تحت 19 سنة لكرة القدم ومنتخب البرتغال تحت 20 سنة لكرة القدم ومنتخب البرتغال تحت 21 سنة لكرة القدم ومنتخب البرتغال تحت 23 سنة لكرة القدم. أما مع النوادي، فقد لعب مع ريال سبورتينغ خيخون ونادي بورتو ونادي قاسم باشا ونادي جوزتيبي ونادي أولهانينسي.

## وصلات خارجية
- أندريه كاسترو على موقع الاتحاد الأوربي (الإنجليزية)
- أندريه كاسترو على موقع اتحاد تركيا (لاعب) (الإنجليزية)
- أندريه كاسترو على موقع قاعدة بيانات كرة القدم.إي يو (الإنجليزية)
- أندريه كاسترو على موقع Soccerway.com (الإنجليزية)
- أندريه كاسترو على موقع عالم كرة القدم.نت (الإنجليزية)
- أندريه كاسترو على موقع AS.com (الإسبانية)